# Where Did You Sleep Last Night
Where Did You Sleep Last Night är en promo-singel med grungebandet Nirvana. Låten, som även går under namnen "In the Pines" och "Black Girl", är en traditionell amerikansk folksång och mordballad, som är daterad till åtminstone 1870-talet. Flera artister har spelat in låten, där de mest kända versionerna är av Leadbelly, Bill Monroe, The Four Pennies och Nirvana. Nirvanas version är en cover på Leadbellys version av låten. Detta märks på namnet "Where Did You Sleep Last Night", som både Leadbelly och Nirvana kallade låten för (Bill Monroe använde titeln "In the Pines" och The Four Pennies använde titeln "Black Girl"). Förutom Nirvanas akustiska version som kom med på MTV Unplugged in New York hade Kurt Cobain spelat in låten i en demoversion redan 1990; denna version är med på samlingsboxen With the Lights Out.

## Låtlista
| Nr | Titel                          | Kompositör               | Längd |
| -- | ------------------------------ | ------------------------ | ----- |
| 1. | Where Did You Sleep Last Night | Huddie William Ledbetter | 4:35  |